# Ronald Venetiaan
Ronald Runaldo Venetiaan (født 18. juni 1936) er en politiker fra Surinam, der var Surinams præsident fra 1991 til 1996 og igen fra 2000 til 2010.
Han var præsident for første gang i 1991-96 men blev ikke genvalgt, da han tabte til Jules Wijdenbosch. I 2000 blev Venetiaan præsident for anden gang, og han blev genvalgt i 2005.